# Tylldalen kirke
Tylldalen kirke är en kyrkobyggnad i Tynsets kommun i Innlandet fylke, Norge. Kyrkan ligger i samhället Tylldalen. Runt kyrkan finns en kyrkogård.

## Kyrkobyggnaden
Första kyrkan på platsen uppfördes troligen på 1100-talet och ersattes snart av en större på samma plats, möjligen under första hälften av 1200-talet. Tredje kyrkan tillkom år 1381 och ersattes med en fjärde kyrka år 1598 som eldhärjades år 1660. Femte kyrkan uppfördes år 1660 lite mer åt norr jämfört med tidigare kyrkor. Nuvarande kyrka är den sjätte och kyrkplatsen flyttades då ned i dalen.
Nuvarande kyrka uppfördes åren 1733 till 1734 av byggmästare Karl Brandvold och hans son Arne Brandvold-Sevilhaug. 2 mars 1736 invigdes kyrkan av biskopen för Oslo stift Peder Hersleb. Kyrkan består av ett timrat långhus med rakt avslutat kor och sakristia i öster. Vid långhusets västra kortsida finns ett vidbyggt lägre vapenhus. På långhustakets västra del står en åttakantig takryttare med en spetsig tornspira. Ytterväggarna är klädda med vitmålad stående träpanel. Innerväggarna är inte täckta utan de liggande stockarna är synliga.

## Inventarier
- Altartavlan är snidad av Hans Jensson.
- Predikstolen har tomma bildfält med apostlanamn. Här har tidigare suttit figurer. Man tror att dessa användes som leksaker när predikstolen var borta från kyrkan.
- Dopfunten i trä är åttakantig och har ett högt lock. Inuti finns ett dopfat av silver.
- Orgeln är en Sauer-orgel med nio stämmor byggd år 1921. År 1983 restaurerades orgeln av Bröderna Moberg.